# Championnat des États-Unis féminin de rugby à XV
Le championnat des États-Unis féminin de rugby à XV (Women's Premier League), est une compétition annuelle mettant aux prises les meilleurs clubs de rugby à XV féminin aux États-Unis. Créé à l'origine en 1979 sous le nom de Women's DI Club sous l'égide de la Fédération américaine de rugby à XV, la formule du championnat actuel existe depuis 2009. Parallèlement à cette épreuve, le Women's DI Club est devenu le second échelon des compétitions nationales de rugby à XV aux États-Unis et le Women's DII Club le troisième.

## Historique
La WPL est fondée en 2009 sous l'impulsion de Kathy Flores, la sélectionneuse des Eagles, ainsi que d'Alex Williams, afin de développer le potentiel des joueuses et ainsi améliorer le réservoir à disposition de l'équipe nationale.
Le championnat a débuté avec huit clubs : Beantown, Berkeley, New York, Washington DC, Twin Cities, Keystone, Minnesota et Oregon.
En 2010 le championnat met en place les promotion-relégation entre WPL et Division 1.
En 2017, le championnat s'étoffe, passant de huit à dix équipes, ce qui permet la promotion de Chicago North Shore et du Beantown RFC.
La pandémie de Covid-19 provoque l'annulation de deux saisons consécutives, en 2020 et 2021. La compétition reprend en 2022.
En 2023, la WPL veut se professionnaliser et modifie son calendrier. Cette évolution a pour conséquence les forfaits de trois clubs (San Diego, Atlanta et Oregon) qui préfèrent se concentrer sur leurs activités amateures. Le championnat 2023 se joue donc à sept équipes et le format des conférences géographiques est abandonné au profit de la poule unique.

## Women's Premier League

### Format
La compétition consiste en une poule unique de sept équipes qui s'affrontent en matchs aller-retour. Les quatre mieux classées se qualifient pour les demi-finales.

### Clubs de l'édition 2024 de laWPL
Beantown RFC, Berkeley All Blues, Chicago North Shore, Colorado Gray Wolves, Life West, New York RC, Twin Cities Amazons
La saison se joue du 15 avril au 14 octobre.

## Women's DI ClubetWomen's DII Club

### Format
Les différentes équipes sont partagées selon les 12 Geographical Unions en 2 Leagues et 8 Conferences distinctes. Les poules régionales sont réparties de la manière suivante :
- Eastern League
- Atlantic North ou Northeast (New-England et Empire) regroupant des clubs des États du Massachusetts, de New York, du Connecticut, du Maine, du New Hampshire, de Rhode Island, du Vermont et d'une partie du New Jersey.
- Midwest regroupant des clubs des États du l'Illinois, de l'Indiana, de l'Iowa, du Michigan, du Minnesota, de l'Ohio, du Kentucky, de Virginie-Occidentale, du Wisconsin et d'une partie de la Pennsylvanie.
- Mid-Atlantic (Capital et Eastern Penn) regroupant des clubs des États du Delaware, du Maryland, de la Virginie, du District of Columbia et d'une partie de la Pennsylvanie et du New Jersey.
- Southern (True South,  Carolinas et Florida) regroupant des clubs des États de la Caroline du Nord, de la Caroline du Sud, de l'Alabama, du Tennessee, du Mississippi et d'une partie de la Louisiane et de l'Arkansas.

- Western League
- Frontier ou West (Mid-America) regroupant des clubs des États du Dakota du Sud, du Nebraska, du Kansas, du Missouri, du Colorado, du Wyoming et de l'Utah.
- Red River (Texas, True South et Mid-America) regroupant des clubs des États du Texas, de l'Oklahoma et d'une partie de la Louisiane et de l'Arkansas.
- Pacific South ou Southern California (Southern California) regroupant des clubs des États de l'Arizona, du Nouveau-Mexique et d'une partie de la Californie et du Nevada.
- Pacific North (Pacific Northwest et Northern California) regroupant des clubs des États de l'Oregon, de l'Idaho, de l'État de Washington et d'une partie de la Californie et du Nevada.

### Clubs de l'édition 2016-2017 pour leWomen's DI Club
| Atlantic North - Empire - Monmouth Renegades - Village Lions - Morris Pride - Brooklyn Rugby - Beantown Rugby - Danbury Mad Hatlers Atlantic North - New England - Beantown Rugby - Providence Rugby - Boston Rugby - Albany Knickerbockers - Burlington Rugby | Mid-Atlantic - Raleigh Venom - Northern Virginia Rugby - Pittsburgh Angels - Philadelphia Rugby | Midwest - Chigago North Shore - Detroit Rugby - Chigago Rugby - Wisconsin Rugby - Minnesota Valkyries | Southern - Pas de compétition dans Southern en 2016-2017. |

| Red River - Austin Walkyries - Houston Athletic - Little Rock Stormers - Dallas Harlequins | Frontier - Glendale Raptors et Utah Vipers, seuls clubs engagés dans Frontier, sont directement qualifiés pour le National Round of 16. | Pacific South - Belmont Shore Rugby - Santa Monica Dolphins - Tempe Ninjas | Pacific North - Life West Gladiatrix, seul club engagé dans Pacific North, est directement qualifié pour le National Round of 16. |

## Palmarès

### Women's Premier League
| Saison | Vainqueur            | Score           | Finaliste            |
| ------ | -------------------- | --------------- | -------------------- |
| 2009   | New-York             | Round-robin     | Berkeley All Blues   |
| 2010   | New-York             | Round-robin     | Beantown             |
| 2011   | Berkeley All Blues   | Round-robin     | Twin Cities Amazons  |
| 2012   | Berkeley All Blues   | 39 - 5          | Glendale Raptors     |
| 2013   | Twin Cities Amazons  | 25 - 12         | Berkeley All Blues   |
| 2014   | Glendale Raptors     | 16 - 15         | Twin Cities Amazons  |
| 2015   | Glendale Raptors     | 26 - 17         | Berkeley All Blues   |
| 2016   | San Diego Surfers    | 26 - 16         | Glendale Raptors     |
| 2017   | New York Rugby       | 27 - 26         | Glendale Merlins     |
| 2018   | San Diego Surfers    | 34 - 28         | Glendale Merlins     |
| 2019   | Glendale Merlins     | 39 - 31         | Life West Gladiatrix |
| 2020   | Édition annulée      | Édition annulée | Édition annulée      |
| 2021   | Édition annulée      | Édition annulée | Édition annulée      |
| 2022   | Berkeley All Blues   | 29 - 7          | Beantown RFC         |
| 2023   | Colorado Gray Wolves | 29 - 24         | Berkeley All Blues   |
| 2024   | Colorado Gray Wolves | 31 - 27         | Berkeley All Blues   |

### Women's DI Club
| Saison | Vainqueur            | Score       | Finaliste           |
| ------ | -------------------- | ----------- | ------------------- |
| 1979   | Florida State        | Round-robin | Wisconsin           |
| ...    |                      |             |                     |
| 2000   | Berkeley All Blues   | Round-robin | Beantown            |
| 2001   | Berkeley All Blues   | Round-robin | Beantown            |
| 2002   | Berkeley All Blues   | Round-robin | New-York            |
| 2003   | Berkeley All Blues   | Round-robin | Minnesota Valkyries |
| 2004   | Berkeley All Blues   | Round-robin | Minnesota Valkyries |
| 2005   | Berkeley All Blues   | Round-robin | Minnesota Valkyries |
| 2006   | New-York             | Round-robin | Berkeley All Blues  |
| 2007   | Berkeley All Blues   | Round-robin | Beantown            |
| 2008   | Berkeley All Blues   | Round-robin | New-York            |
| 2009   | San Diego Surfers    | Round-robin | Northen Virginia    |
| 2010   | San Diego Surfers    | Round-robin | Atlanta Harlequins  |
| 2011   | Chigaco North Shore  | Round-robin | Glendale Raptors    |
| 2012   | Atlanta Harlequins   | 35 - 14     | Oregon Sports Union |
| 2013   |                      | Non disputé |                     |
| 2014   | Oregon Sports Union  | 48 - 10     | Chigaco North Shore |
| 2015   | Seattle Saracens     | 31 - 24     | Beantown Rugby      |
| 2016   | Seattle Saracens     | 36 - 19     | Chigago North Shore |
| 2017   | Life West Gladiatrix | 39 - 17     | Raleigh Venom       |
| 2018   | Life West Gladiatrix | 91 - 22     | Raleigh Venom       |
| 2019   | Northen Virginia     | 24 - 22     | Austin Valkyries    |

### Women's DII Club
| Saison | Vainqueur            | Score       | Finaliste           |
| ------ | -------------------- | ----------- | ------------------- |
| 2001   | Ann Arbor            | Round-robin | Minneapolis         |
| 2002   | Village Lions        | Round-robin | Minnesota Menagerie |
| 2003   | Detroit              | Round-robin | Cincy-Dayton        |
| 2004   | Detroit              | Round-robin | Cincy-Dayton        |
| 2005   | Raleigh              | Round-robin | Detroit             |
| 2006   | Raleigh              | Round-robin | Albany              |
| 2007   | Detroit              | Round-robin | Scioto Valley       |
| 2008   | Orlando              | Round-robin | Detroit             |
| 2009   | Raleigh              | Round-robin | Pittsburg Angels    |
| 2010   | Albany               | Round-robin | Albuquerque         |
| 2011   | Raleigh              | Round-robin | Pittsburg Angels    |
| 2012   | Pittsburg Angels     | 8 - 0       | Severn River        |
| 2013   |                      | Non disputé |                     |
| 2014   | Pittsburg Angels     | 36 - 26     | Sacramento Amazons  |
| 2015   | Wisconsin Rugby      | 38 - 23     | Sacramento Amazons  |
| 2016   | Life West Gladiators | 66 - 20     | Wisconsin Rugby     |
| 2017   | San Francisco GG     | 15 - 16     | Milwaukee Scylla    |
| 2018   | Charlotte Rugby      | 46 - 28     | St. Louis Sabres    |
| 2019   | Sacramento Amazons   | 53 - 42     | Harrisburg Rugby    |